# MyNetworkTV
A MyNetworkTV é uma emissora de tv americana, com afiliação da Fox Corporation. MyNetworkTV iniciou suas operações em 2006 com uma formação inicial de afiliados que abrange cerca de 96% do país, a maioria consistindo em estações anteriormente afiliadas à The WB e à UPN que não se juntaram ao canal sucessor desses dois, a CW. Com a sua estrutura sob a tutela da Fox Corporation, o serviço é incorporado como uma companhia subsidiaria conhecida como Master Distribution Service, Inc.